# Léon Tabah
Pour les articles homonymes, voir Tabah.
Léon Tabah, né le 16 mai 1923 à Constantinople et mort le 4 octobre 2020 à Boulogne-Billancourt, est un diplomate et démographe français. Il est spécialiste de l'étude des mariages consanguins.

## Enfance, jeunesse et formation
Léon Tabah est né à Constantinople d'Isaac Tabah (commerçant) et de Rachel Tabah (née Benaroya). Il s'installe en France avec sa famille en 1926 et vit en banlieue parisienne. 
Il obtient son baccalauréat au lycée du Parc à Lyon. Sous l'Occupation, il est contraint de laisser de côté ses études à la Faculté des sciences de Lyon et à la Faculté de droit de Paris. Il doit alors fuir Paris et rentre avec son frère dans le Mouvement de libération nationale (MLN) en 1941 où il participera à la Résistance dans le renseignement. Il est membre du réseau Galia Kasanga. Il contribue en 1944 à la Libération de Lyon.
Il reprend ses études après l'Occupation et obtient un doctorat ès sciences économiques et sociales.

## Vie professionnelle
En 1946, Alfred Sauvy le recrute pour travailler à l'INED tout juste naissante (créée en 1945). Il contribue également aux côtés de ce dernier à la rédaction de la revue Population, dans laquelle il écrivit une cinquantaine d'articles.
Il devient expert des Nations unies et professeur au Centre latino-américain de démographie à Santiago du Chili en 1957. En 1963 il devient Directeur d'études démographiques, puis Directeur d'études à l'École pratique des hautes études en 1964, Professeur à l'Institut des hautes études de l'Amérique latine la même année et professeur à l'Institut d'études politiques de Paris (Sciences Po) de 1967 à 1976. De retour au siège de l'ONU (New York), il y devient directeur de la division de la population de 1972 à 1984.
Il fut Secrétaire général adjoint de la conférence mondiale sur la population à Bucarest en 1974 et de la conférence internationale sur la population à Mexico en 1984. En 1984, il devient vice-président de l'INED, puis, de 1990 à 1993, président du Comité international de coopération dans les recherches nationales en démographie (Cicred). Enfin, il fut membre du Haut-conseil de la population et de la famille de 1990 à 1995

## Publications
- Jean Sutter et Léon Tabah, « Fréquence et répartition des mariages consanguins en France », Population, vol. 3, no 4,‎ octobre-décembre 1948, p. 607-630 (JSTOR 1524358)

## Décorations
- Médaille de la Résistance
- Chevalier de l'ordre national du Mérite
- Officier de la Légion d'honneur